# Panzer General
Panzer General — це покрокова стратегія, випущена компанією Strategic Simulations у 1994 році, дії якої відбуваються під час Другої світової війни.

## Огляд
Panzer General — це покрокова стратегія, в якій гравець на гексагональній мапі оперує підрозділами однієї з двох армій. Грати можна за Фашистів або Союзників проти комп'ютерного опонента, чи людини. В режимі компанії, гравець бере участь у війні як генерал Нацистської Німеччини проти комп'ютера, що грає за Союзників.
Загальні ідеї гри багато в чому схожі на концепцію настільної гри Squad Leader.
Panzer General — гра на рівні військових операцій, де бойові одиниці прирівнюються до батальйонів, хоча розміри одиниць і карти не пропорційні. Інформація щодо бойових одиниць точно відповідає характеристикам реальної бойової техніки та військових підрозділів, а сценарії ґрунтуються на історичних подіях і дуже близькі до них.
Однією з нових рис гри було поєднання сценаріїв в компанію, що охоплює усі головні події Другої Світової Війни від 1939 до 1945 років. Одиниці мають можливість переходити до наступного сценарію, отримувати досвід та ставати сильнішими. Успіх у сценарії дає змогу отримати додаткові одиниці, можливості, або обрати кращий сценарій наступної битви.
У 1996, Panzer General отримав нагороду Origins Award в категорії за Найкращу Військову чи Стратегічну комп'ютерну гру 1995-го року. Серія була розширена 2500 додатковими сценаріями, реалізацією підтримки гри через мережу, а також наступними іграми.

## Геймплей

Ігровий процес Panzer General

Panzer General містить 38 сценаріїв, що відповідають справжнім або вигаданим подіям Другої Світової Війни. Гравець може обрати одиночний бій або грати компанію.
В режимі компанії серія битв приводять гравця до перемоги у Війні. Гра має одну велику компанію за Німеччину, з п'ятьма стартовими локаціями:
- Польща (1939); з Польщі, через Норвегію, до Заходу з можливою інтервенцією в Британію.
- Північна Африка (1941); з Північної Африки на Близький Схід.
- Барбаросса (1941); від початку перетину Радянського кордону до Москви.
- Хаскі (1943); від Союзників, що вступають в Сицилію до кінця війни.
- Харків (1943); від Німецького весняного наступу до кінця війни.

Головна стратегія перемоги в місії — перемогти якомога швидше. Якщо гравець не виконує місію, кампанія або закінчується, або продовжується за іншою гілкою.

## Сіквели

### Allied General
Allied General (що в Німеччині має назву Panzer General II) дозволяє грати за Союзників і містить 4 нових компанії.

### Pacific General
Pacific General введена нова графіка, морські одиниці та нова сторона — Японія.

### Panzer General II
В 1997, Panzer General II (що називається Panzer General IIID в Німеччині) отримала новий інтерфейс. Поле бою було накладено на фотореалістичну територію, що привело до покращення загального вигляду. В квітні 2000 року, в журналі PC Gamer PG зайняв 44 місце серед найкращих ігор усіх часів.
Попри те, що графіка зараз є застарілою, механіка і загальні ідеї гри дуже популярні.

### People's General
Випущена в 1998 році, People's General — оновлена версія Panzer General II дії якої відбуваються під час Другої Світової Війни між Китаєм і ООН.

### Panzer General 3D Assault
Справжня 3D гра, з'явилася в серії в 1999 році під назвою Panzer General 3D Assault. Одиниці — маленькі 3D моделі, а вид являє собою перспективу над полем бою.

### Panzer General III: Scorched Earth
Panzer General III: Scorched Earth було випущено в 2000 році, з покращеними графікою та інтерфейсом.

## PBEM та гра онлайн
В Panzer General можна грати через інтернет, за допомогою гри через email (PBEM).